# Хомород (комуна)
Хомород (рум. Homorod) — комуна у повіті Брашов в Румунії. До складу комуни входять такі села (дані про населення за 2002 рік):
- Жимбор (483 особи)
- Меркяша (534 особи)
- Хомород (1383 особи) — адміністративний центр комуни

Комуна розташована на відстані 189 км на північ від Бухареста, 50 км на північний захід від Брашова.

## Населення
За даними перепису населення 2002 року у комуні проживали 2400 осіб.
Національний склад населення комуни:
| Національність | Кількість осіб | Відсоток |
| -------------- | -------------- | -------- |
| румуни         | 1217           | 50,7%    |
| угорці         | 749            | 31,2%    |
| цигани         | 389            | 16,2%    |
| німці          | 43             | 1,8%     |
| чехи           | 1              | < 0,1%   |
| чанго          | 1              | < 0,1%   |

Рідною мовою назвали:
| Мова      | Кількість осіб | Відсоток |
| --------- | -------------- | -------- |
| румунська | 1592           | 66,3%    |
| угорська  | 759            | 31,6%    |
| німецька  | 39             | 1,6%     |
| циганська | 7              | 0,3%     |
| сербська  | 1              | < 0,1%   |
| чеська    | 1              | < 0,1%   |

Склад населення комуни за віросповіданням:
| Релігія                                       | Кількість осіб | Відсоток |
| --------------------------------------------- | -------------- | -------- |
| православні                                   | 1551           | 64,6%    |
| лютерани (Синодально-пресвітеріанська церква) | 284            | 11,8%    |
| римо-католики                                 | 199            | 8,3%     |
| унітарії                                      | 156            | 6,5%     |
| реформати                                     | 67             | 2,8%     |
| лютерани (Аугсбурзького сповідання)           | 36             | 1,5%     |
| греко-католики                                | 18             | 0,8%     |
| бретрени                                      | 15             | 0,6%     |
| п'ятдесятники                                 | 9              | 0,4%     |
| лютерани                                      | 4              | 0,2%     |
| адвентисти                                    | 2              | 0,1%     |
| атеїсти                                       | 2              | 0,1%     |
| баптисти                                      | 1              | < 0,1%   |